# 渡辺洋 (陸軍軍人)
渡辺 洋（わたなべ ひろし、1894年〈明治27年〉11月14日 - 1997年〈平成9年〉1月18日）は大日本帝国陸軍軍人。最終階級は陸軍中将。

## 経歴
山口県出身。陸軍士官学校第27期卒業、陸軍歩兵少尉に任官。陸軍大学校第36期卒業。
第4軍参謀長の時、大東亜戦争に突入。第12歩兵団長、第2方面軍参謀長、第3方面軍参謀長を務め、第47師団長に親補され、済南での守備に就いた。
1947年（昭和22年）11月28日、公職追放仮指定を受けた。

## 年譜
- 1937年（昭和12年）3月1日 - 陸軍大学校教官[3]。
- 1938年（昭和13年）3月1日 - 陸軍歩兵大佐[3]。
- 1939年（昭和14年）8月1日 - 第1師団参謀長[3]。
- 1940年（昭和15年）9月9日 - 第4軍高級参謀[3]。
- 1941年（昭和16年）7月7日 - 第4軍参謀副長[3]。
- 1941年（昭和16年）8月25日 - 陸軍少将[3]。12月1日 - 第4軍参謀長[3]。
- 1942年（昭和17年）8月1日 - 第12歩兵団長[3]。11月9日 - 第2方面軍参謀長[3]。
- 1943年（昭和18年）10月29日 - 第3方面軍参謀長[3]。
- 1944年（昭和19年）10月26日 - 陸軍中将・第47師団長[3]。

## 栄典
勲章
- 1942年（昭和17年）9月8日  - 勲二等瑞宝章[5]